# Scinax ictericus
Scinax ictericus és una espècie de granota que es troba a Colòmbia, el Perú i, possiblement també, Bolívia i el Brasil.